# Cameron Thomas (fútbol americano)
Cameron Thomas (San Diego, California, 7 de enero de 2000) es un jugador profesional estadounidense de fútbol americano, se desempeña en la posición de linebacker en Arizona Cardinals, en la National Football League (NFL).

## Carrera
Fue seleccionado en la tercera ronda en la Reunión Anual de Selección de Jugadores de la NFL de 2022. Hizo su debut profesional con el equipo Arizona Cardinals, donde lleva jugando dos temporadas.